# Brigitte Lecordier
Brigitte Lecordier, née Brigitte Capron le 14 avril 1956 à Paris, est une actrice et directrice artistique française.
Spécialisée dans le doublage, elle est particulièrement connue dans l'animation pour avoir prêté sa voix aux personnages Son Goku enfant et jeune homme, Son Gohan enfant, Son Goten, Trunks, C-18 et Zen'ō dans la franchise Dragon Ball, mais aussi à Oui-Oui, Nicolas dans Bonne nuit les petits, Bouli ou encore Bouba.

## Biographie

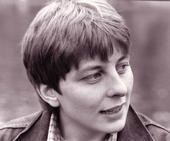
Brigitte Lecordier en 2000.

### Jeunesse
Après avoir choisi des études scientifiques, Brigitte Lecordier trouve sa voie en entrant à l'École du cirque d'Annie Fratellini pour y apprendre le métier de clown. Metteur en scène, chanteuse et comédienne, elle a fait des incursions au théâtre, au cinéma et à la télévision. À la radio, elle a participé à des dramatiques pour Radio France et la Comédie-Française, ainsi qu'à L'Oreille en colimaçon, une émission de France Musique destinée aux enfants de maternelle.

### Carrière
Du côté doublage, Brigitte Lecordier a prêté sa voix à de nombreux personnages de séries d'animation jeunesse : en particulier Son Goku enfant. Dans Dragon Ball en 1988, Son Gohan puis Son Goten dans Dragon Ball Z Kai en 2011. Elle a également prêté sa voix à Oui-Oui, Bouli le bonhomme de neige, Bouba le petit ourson, Nicolas Dans Bonne nuit les petits, la mouche dans Les Aventures d'une mouche ou encore Olie dans Rolie Polie Olie (remplaçant Jim Redler).
Du côté cinéma, elle est la voix française régulière de l'actrice américaine Jamie Brewer, qu'elle double notamment dans la série télévisée d'anthologie horrifique American Horror Story.
Depuis 2013, Brigitte Lecordier fait chaque année partie du jury du Festival francophone de la web-série dans le cadre du salon Toulouse Game Show, auquel elle participait régulièrement auparavant,. En 2013 toujours, elle participe au tournage d'un épisode de la série Noob (saison 5, épisode 1) en jouant le rôle d'une herboriste, accompagné d'Éric Legrand qui jouait un alchimiste,.

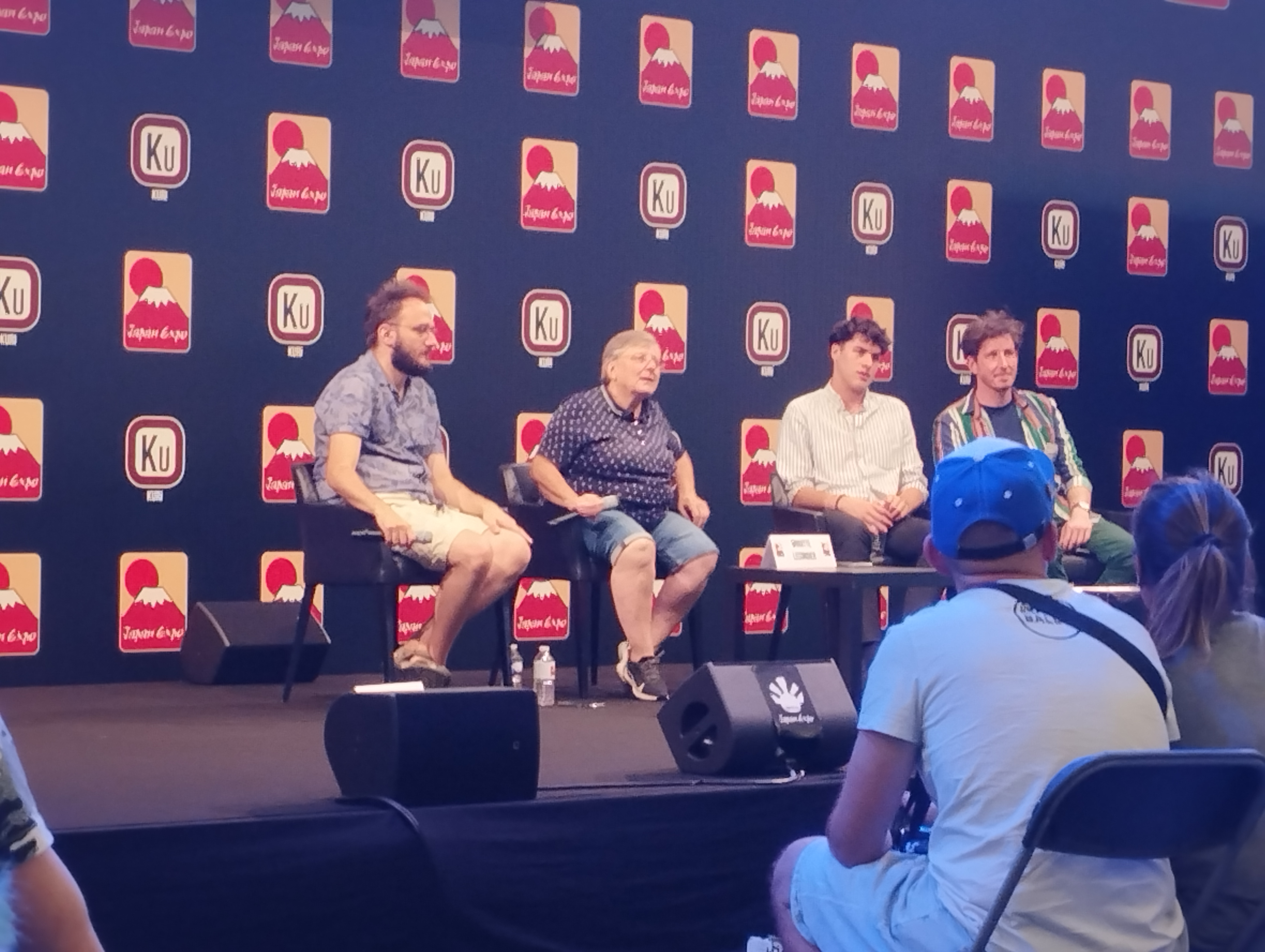
Le vidéaste MisterFox interviewant Brigitte Lecordier, à la Japan Expo 2022.

Le 31 mars 2016, Brigitte Lecordier interprète le rôle de Madame Bernon, professeur au collège Rabelais (Deux-Sèvres), dans le film de Sébastien Maye Antoine voudrait refaire le monde. Puis, elle fait une apparition dans le court métrage On s'est fait doubler ! sorti en 2017. En 2019, elle est invitée à la Japan Expo qui a lieu entre le 4 et le 7 juillet 2019, aux côtés de Jean-Pierre Denys et Annabelle Roux, également comédiens. Afin de guider les personnes qui souhaitent y assister au Parc des expositions de Paris-Nord Villepinte, elle prête sa voix à la ligne B du RER. Elle devient alors une assidue de cet évènement, étant également invitée aux éditions de 2022, 2023 et 2024.
Aujourd'hui, en plus des enregistrements de nombreux disques et séries d'animation, elle est directrice artistique et formatrice. Active sur les réseaux sociaux, elle lance sa chaîne YouTube le 14 juillet 2019, qui compte 282 000 abonnés en date d'octobre 2021.

### Vie privée
Avant de rencontrer son mari, Yves Lecordier, Brigitte Lecordier voulait devenir clown. Leur fils, Louis Lecordier, est comédien de doublage et chercheur en physique.

## Doublage

### Cinéma

#### Films
- 1980[14] : Une nuit folle, folle : l'enfant grincheux (J. Brennan Smith)
- 1983 : Prends ton passe-montagne, on va à la plage : Une cliente à l'aéroport
- 1988 : Élémentaire, mon cher... Lock Holmes : Wiggins (Matthew Savage)
- 1988 : Bloodsport : Frank Dux, adolescent (Pierre Rafini)
- 1988 : Willow : Ranon Ufgood (Mark Vandebrake)
- 1988 : Toutes folles de lui : Randy Walker (Adam Faraizl), la fille de l'hôtel (Traci-Ann Dutton)
- 1989 : Vidéokid : L'Enfant génial : Corey Woods (Fred Savage)
- 1990 : Troll 2 : Joshua Waits (Michael Stephenson)
- 1990 : Retour vers le futur 3 : le garçon qui tient le revolver de Marty (Glenn Fox)
- 1990 : Maman, j'ai raté l'avion ! : Linnie McCallister (Angela Goethals), Fuller McCallister (Kieran Culkin)
- 1990 : Un flic à la maternelle : Joseph (Miko Hughes)
- 1993 : Le Jardin Secret : Mary Lennox (Kate Maberly)
- 1994 : Le Flic de Beverly Hills 3 : le garçon dans le manège endommagé (Jonathan Hernandez), le petit frère du garçon poussé dans la fontaine (Curtis Williams)
- 1994 : Napoléon en Australie : Napoléon (Jamie Croft)
- 1996 : La Course au jouet : Johnny Maltin (E.J. de la Pena)
- 1996 : Le Guerrier d'acier : Miguel (Abraham Verduzco)
- 2001 : Hold-up : Violeta « Pecholata » (Malena Alterio)
- 2001 : Affaire de femmes : Matt (William Pavey)
- 2003 : Lizzie McGuire, le film : Matt McGuire (Jake Thomas)
- 2004 : Opération antisèche : Handsome enfant (Casey Dubois), Horny (Lachlan Murdoch)
- 2005[15] : Match en famille : Bucky Weston (Josh Hutcherson)
- 2006 : Comment manger 10 vers de terre en une journée : Plug (Blake Garrett)
- 2012 : Paranormal Activity 4 : Robbie Featherston (Brady Allen)
- 2020 : Frères : la journaliste (?) (court-métrage)
- 2025 : My Oxford Year : la professeure Styan (Barunka O'Shaughnessy (en))

#### Films d'animation
- 1988 : Le Tombeau des lucioles (doublage tardif, 1996) : voix d'enfants
- 1989 : Le Triomphe de Babar : Flora et Alexandre
- 1989 : Les Aventures d'Oliver Twist : Swiffer
- 1990 : Dragon Ball : La Légende de Shenron : Son Goku
- 1990 : Dragon Ball : L'Aventure mystique : Son Goku
- 1993 : Les Quatre Dinosaures et le Cirque magique : Buster l'oiseau
- 1994 : Dragon Ball Z : À la poursuite de Garlic : Son Gohan
- 1994 : Dragon Ball Z : Le Robot des glaces : Son Gohan
- 1994 : Dragon Ball Z : Le Combat fratricide : Son Gohan
- 1994 : Dragon Ball Z : La Menace de Namek : Son Gohan
- 1994 : Dragon Ball Z : La Revanche de Cooler : Son Gohan
- 1994 : Dragon Ball Z : Cent Mille Guerriers de métal : Son Gohan
- 1994 : Dragon Ball Z : L'Offensive des cyborgs : Son Gohan
- 1994 : Dragon Ball Z : Broly le super guerrier :Son Gohan
- 1995 : Dragon Ball Z : Les Mercenaires de l'espace : Son Gohan et Bujin
- 1995 : Dragon Ball Z : Fusions : Son Goten, Videl, Trunks
- 1995 : Dragon Ball : Le Château du démon : Son Goku
- 1995 : Dragon Ball Z : L'Attaque du dragon : Son Goten, Trunks, Videl, Minocia
- 1995 : Papadoll au royaume des chats : Toriyasu
- 1996 : Dragon Ball Z : Rivaux dangereux : Son Goten, Trunks, Videl
- 1996 : Dragon Ball Z : Attaque Super Warrior ! : Son Goten, Trunks, C-18, Maron
- 1998 : Spriggan : le colonel MacDougall
- 1999 : Tistou les pouces verts : voix d'enfants
- 2000 : Dragon Ball : L'Armée du Ruban Rouge : Son Goku
- 2002 : Rolie Polie Olie : Les Chevaliers du rire : Olie
- 2003 : Rolie Polie Olie : Drôle de cadeau : Olie
- 2005 : Théo ou la Batte de la victoire : Un champion sans numéro : copain de Théo (#2)
- 2005 : Théo ou la Batte de la victoire : Le Cadeau d'Adieu : Nathalie
- 2005 : Théo ou la Batte de la victoire : Après ton passage : voix-off matchs
- 2006 : Franklin et le Trésor du lac : le jeune faucon 2
- 2014 : Patéma et le monde inversé : voix additionnelles
- 2014 : Astérix : Le Domaine des dieux : voix additionnelles
- 2015 : Dragon Ball Z: Battle of Gods : Son Goten, C-18, Gotenks et Son Goku enfant
- 2015 : Dragon Ball Z : La Résurrection de ‘F’ : C-18
- 2016 : Big Fish & Begonia : la grand-mère Pei
- 2016 : Kinoa et l'île merveilleuse : ?
- 2019 : Dragon Ball Super: Broly : Son Goten, Son Goku enfant, Raditz enfant, Berryblue
- 2020 : Mighty Express : L'Aventure de Noël[16] : Max
- 2021 : Jujutsu Kaisen 0 : Mme Saito
- 2022 : Dragon Ball Super: Super Hero : Son Goten et C-18[17]

### Télévision

#### Téléfilms
- Daniel Magder dans :
  - L'Homme traqué (2000) : Bobby Gabriel
  - Cœurs coupables (2002) : Cooper Moran
- 1987 : La Petite Fille aux allumettes : Jimmy, le fils de Joe ( ? )
- 1987 : Miss Marple : Un cadavre dans la bibliothèque : Pamela Reeve (Astra Sheridan)
- 1987 : Doublement vôtre : Russ Starbinder (Christopher Burton)
- 1996 : Mon fils a disparu : Ace Pritchter (Alex Doduk)
- 1998 : Un combat pour la dignité : Jesse Rodriguez (Miko Hughes)
- 1998 : Un mariage de convenance : Kevin William Winslow (David Kaye)
- 1999[18] : Chasseurs de frissons : Kevin (Marc Donato)
- 1999 : Compte à rebours pour un père : Marcus Carlin (Emmett Shoemaker)
- 1999 : Les Chemins du cœur : Bobby Foley enfant (David Roemmele)
- 1999 : Dites-leur que je suis un homme : Clarence (Elijah Kelley)
- 1999 : Le Tourbillon des souvenirs
- 2000 : La Montre à remonter le temps : Ryan (Cody Brown)
- 2000 : Exorcism : Robbie Mannheim (Jonathan Malen)
- 2001 : Un chien envahissant : Bill Lipka (Steven Bendik)
- 2003 : Drôles de vacances : Bernard « La Brioche » Aranguren (Steven Anthony Lawrence)

#### Téléfilm d'animation
- 1988[19] : Scooby-Doo et l'École des sorcières : Winnie / Cadet Tug

#### Séries télévisées
- Jamie Brewer dans :
  - American Horror Story (2012-2018) : Adelaide « Addie » Langdon (saison 1, 6 épisodes puis saison 8, épisodes 7 et 10), Nan (saison 3, 9 épisodes), Marjorie (saison 4, épisodes 11 et 12), Hedda (saison 7, épisode 7)
  - American Horror Stories (2021) : Adelaide « Addie » Langdon (saison 1, épisode 7)
- 1959 : Rintintin : Rusty (Lee Aaker) (2e voix, 11 derniers épisodes)
- 1976 : La Petite Maison dans la prairie : Carl Edwards (Brian Part) (1re voix) / Alicia Edwards (Kyle Richards)
- 1986 : Ricky ou la Belle Vie : Ricky Stratton (Rick Schroder) (voix de remplacement)
- 1988 : Les Années collège : Yick Yu (Siluck Saysanasy) (1re voix)
- 1988 : Côte Ouest : Diana Fairgate (Claudia Lonow) (1re voix) / Michael Fairgate (Pat Petersen) (1re voix)
- 1989 : La Fête à la maison : Joey jeune (Kristopher Kent Hill) / Teddy (Tahj Mowry) (1re voix)
- 1989-1992 : Les Années coup de cœur : Kevin Arnold (Fred Savage) (1re voix, saisons 1 à 4)
- 1989 : Les Rikikis au pays du Père Noël : Turluru, le quatuor des Rikikis
- 1989 : Code Quantum : Mickey Stratton (Christian Van Dorn) / Bat Boy (Brent Chalem) (saison 1, épisodes 1 et 2)
- 1989-1991 : Alf : Brian Tanner (Benji Gregory) (2e voix, saisons 2 à 4)
- 1990 : Les Nouvelles Aventures de Zorro : Pépé (saison 3, épisodes 6 et 7)
- 1991 : Alerte à Malibu : Hobie Buchannon (Brandon Call et Jeremy Jackson) (1re voix) / Trevor Masters (Shane Sweet) (saison 6, épisode 21)
- 1991 : Code Quantum : Kyle (Joseph Gordon-Levitt) (saison 4, épisode 5)
- 1991-1993 : 21 Jump Street : Brian Sheffield (Joshua John Miller) (saison 2, épisode 1) / Doug Penhall jeune (R.J. Williams) (saison 3, épisode 11) / Tom Hanson jeune (Luke Edwards) (saison 4, épisode 15) / Kipling « Kip » Fuller (David Raynr) (saison 4, épisode 17) / Danny Johnson et Curtis Stapleton (Chris Wilding) (saison 4, épisode 24)
- 1992 : Charles s'en charge : Jason Pembroke (Michael Pearlman)
- 1993 : Harry et les Henderson : Ernie Henderson (Zachary Bostrom)
- 1993 : Dingue de toi : Ryan Devanow (Spencer Klein)
- 1993 : Le Prince de Bel-Air : Michael (Brian Levinson) (saison 3, épisode 24)
- 1993-1994 : Amoureusement vôtre : Cabot Alexander « Sandy » Masters (Jacob Zelik Penn) (43 épisodes)
- 1994 : Le Mystère de l'île au moine : Jamie (Robert Bartlett)
- 1994 : La Caverne de la rose d'or : Parsel le petit indien (Gaia Bulferi Bulferetti) (épisode 4)
- 1995 : Brisco County : Franky (Phillip Van Dyke) (épisode 21)
- 1995 : La Croisière foll'amour : La voix du nounours (épisode 72)
- 1996-2002 : Les Feux de l'amour :  Nathaniel « Nate » Oliver Hastings Jr. (Bryant Jones) / Lily Winters (Brooke Marie Bridges)
- 1996 : X-Files : Aux frontières du réel : Kevin Kryder (Kevin Zegers) (saison 3, épisode 11)
- 1996-1998 : Amour, Gloire et Beauté : Rick Forrester (Steven Hartman) (84 épisodes)
- 1997 : La Vie à cinq : Donald Gross (Phil Dawkins) (saison 2, épisode 2)
- 1997 : Mariés, deux enfants : Robby Bennett (Noah Segan) (saison 9, épisode 28)
- 1997 : Melrose Place : Tyler (Robert Bishop) (2 épisodes)
- 1998 : Merlin : Galahad (Justin Girdler)
- 1998 : Chair de poule : Joe Burton (saison 2, épisode 08)
- 1999 : Les jumelles s'en mêlent : Brian (Martin Spanjers) (8 épisodes)
- 1999-2000 : La Vie de famille : Jarrett Jamal « 3J » Jameson (Orlando Brown) (saisons 8 et 9, 21 épisodes)
- 2001 : Will et Grace : Todd (Penn Badgley) (saison 2, épisode 9) / la fille radis (Athena Kihara) (saison 2, épisode 18)
- 2001 : X-Files : Aux frontières du réel : Billy Underwood (Kyle Pepi) / Josh Underwood (Colton James) (saison 8, épisode 5)
- 2001-2003 : Lizzie McGuire : Matthew « Matt » McGuire (Jake Thomas) (65 épisodes)
- 2001-2004 : Washington Police : Ricky Alvarez (Segun Ajaga puis William Turner) (19 épisodes)
- 2002 : Jeremiah : Jeremiah jeune (Devin Douglas Drewitz)
- 2002 : Providence : Pete Calcatera (Mickey Toft puis Alex D. Linz) (24 épisodes)
- 2002-2003 : La Guerre des Stevens : Bernard « La Brioche » Aranguren (Steven Anthony Lawrence) (2e voix, saison 3)
- 2005 : La Famille en folie : Bobby Ward (B. J. Mitchell)
- 2005-2008 : Zoé : Dustin Brooks (Paul Butcher) (25 épisodes)
- 2005-2010 : Mon oncle Charlie : Jake Harper (Angus T. Jones) (1re voix, saisons 1 à 5)
- 2007 : Une famille du tonnerre : Max Lopez (Luis Armand Garcia)
- 2007-2008 : Hannah Montana : Ed (Colton Burton) (saison 2, épisode 24) / un enfant (Alan Larson) (saison 2, épisode 29)
- 2014 : Boardwalk Empire : Enoch Thompson enfant (Nolan Lyons) (5 épisodes)
- 2015 : Reboot : Quoi (voix passagère)
- 2019 : It's Bruno! : Billy Bailando (Eddie J. Hernandez)

#### Séries d'animation
- 1967[n 1] : Aquaman : Aqualad
- 1968[n 2] : Batman : Robin
- 1977 : Charlotte : Raoul le mousse
- 1978[n 3] : Conan, le fils du futur : Conan
- 1979 : Misha : Misha (doublage effectué en 1989)[20]
- 1984 : Cathy la petite fermière : Martin
- 1985 : Les Triplés : voix diverses
- 1985 : Vas-y Julie ! : Flappy
- 1986-1987 : Kissyfur : Kissyfur
- 1987 : Monstres et Merveilles : voix additionnelles
- 1987 : Dans les Alpes avec Annette : Denis Barniel et Antoine
- 1988 : Ken le Survivant : Bart (épisodes 10-12)
- 1988 : Dragon Ball : Son Gokû enfant et Chichi (voix de remplacement)
- 1988 : Gu Gu Ganmo (en) : Arti (voix de remplacement, épisodes 3, 27 et 28)
- 1988 : Galaxy Express 999 : l'enfant (épisode 25) et Cathy (la petite fille) (épisode 27)
- 1988 : Jeanne et Serge : Kira (voix de remplacement)
- 1988 : Voltron : Pidge
- 1988-1989 : Touni et Litelle : Touni
- 1989 : Les Bisounours (version Nelvana) : Groschampion et Ti'coquin
- 1989 : Les Aventures de Superboy : une amie de Lana, Timmy Jones
- 1989 : Mazinger Z : Julius
- 1989 : Les Nouvelles Aventures de Superman : Lois Lane, le vendeur de journaux
- 1989 : Bouli : Bouli
- 1989 : Les Sales mioches : Matthieu
- 1989 : Supernana : Supernana
- 1989-1991 : Babar : Arthur enfant, Alexandre (saisons 1 à 5)
- 1989 : La Tulipe Noire : Louis-Charles
- 1989 : Défenseurs de la Terre : Kshin
- 1990 : Dragon Ball Z : Son Gohan enfant, Son Goten, Trunks enfant, Gotenks, Videl, C-18 et Neptune
- 1990 : Hacou : Hacou
- 1990 : Lutinette et Lutinou : voix additionnelles
- 1990-1992 : Cubitus :  le petit frère de Sherry
- 1990-1998 : Le Monde de Bobby : Bobby Generic
- 1990 : Caroline : Choupinette (voix de remplacement)
- 1990 : Gwendoline : Edward enfant (2e voix)
- 1991 : Sophie et Virginie : Boya
- 1991 : Cupido : Cupido
- 1991 : La Compète : Floppy[21]
- 1991 : Les Fruittis : Lucas, le frère de Kumba
- 1991 : Wish Kid : Nick
- 1991 : La Reine du fond des temps : Boulu (1ers épisodes) / Olivia / Béryl (épisode 33) / la Reine Mère (épisode 33)
- 1991 : Théo ou la Batte de la victoire : Nathalie et Stéphane
- 1992-1993 : Les Misérables : Gavroche
- 1992-1993 : L'École des champions : Benjamin (voix de remplacement, épisodes 50 à 52), Eric et Lucas (voix de remplacement)
- 1993 : Les Pastagums : Jim
- 1993 : Souris souris : voix additionnelles[22]
- 1993-2002 : Les Belles Histoires du père Castor : Benjamin
- 1994-1999 : Oui-Oui du Pays des jouets : Oui-Oui
- 1994 : Caroline et ses amis : Boum et Pitou
- 1994 : Family Dog : Billy Binford
- 1994-1997 : Bonne nuit les petits : Nicolas (4e série)
- 1995 : L'Histoire sans fin : Atreyu, Bébé Mâche-pierres
- 1995 : Les Cow-Boys de Moo Mesa : Jack
- 1995 : Les Aventures de Robin des Bois : Much (voix de remplacement)
- 1995 : Les Contes de Pierre Lapin et ses amis : Rebondi Cochonnet
- 1996 : Black Jack : Shell (OAV 1, 2d doublage, 2007)
- 1996 : Tico et ses amis : Toupia
- 1996-1998 : Le Bus magique : Raphaël (saison 3), Arnaud (saison 4)
- 1998 : Le Livre de la jungle, souvenirs d'enfance : Benny
- 1999 : Dragon Ball GT : Son Goku enfant, C-18, Videl, Maron
- 2000 : Les Aventures d'une mouche : la mouche (bruitages)
- 2000-2002 : Oui-Oui : Oui-Oui et interprète du générique
- 2001 : Dieu, le diable et Bob : Andy
- 2001 : Rusty le robot : Rusty
- 2001 : Drôles de petits monstres : Claudia le Loup-Garou
- 2001-2002 : Cédric : Manu (1re voix, saisons 1 et 2)
- 2001-2003 : Bouba : Bouba (2d doublage)
- 2002 : Samouraï Jack : Jack enfant (épisode 31)
- 2002-2006 : Kangoo Juniors : Napo, Rox, Daisy, Sally Rose
- 2003-2018 : Martin Matin : Gromo et voix additionnelles
- 2003-2005 : Juanito Jones : Juanito
- 2004 : Dim Dam Doum : Dim et Doum
- 2004 : Rolie Polie Olie : Olie (2e voix)
- 2004-2005 : Toupou : bébé John
- 2004-2005 : Mega Man NT Warrior : Lan Hikari
- 2004-2008 : Les Bons Conseils de Célestin : Thomas
- 2005 : Princesse Saphir : Pan (2d doublage, épisodes 13 à 52)
- 2005 : Jenny Robot : Tucker « Tuck » Carbunkle
- 2005-2008 : Les Héros d'Higglyville : Kip
- 2005-2007 : Bravo Gudule : Gaston
- 2005-2006 : La Famille Ouf : voix additionnelles
- 2005 : Monster : Miloch (épisodes 49-50)
- 2005-2006 : Krypto le superchien : Mélanie, Matou-Sushi
- 2006-2007 : Shuriken School : les jumeaux Kimura
- 2006-2007 : Shaolin Wuzang : voix additionnelles
- 2006-2007 : Panshel : Shini
- 2007 : Ben 10 : Gilbert, Edwin
- 2008 : La Planète des Alphas : Olibrius
- 2008 : Rosie et Fuzz : Fuzz[23]
- 2008-2009 : Il était une fois… notre Terre : Annie
- 2009 : Dans la savane : Médor le chien
- 2009 : Les Supers Nanas Zeta : Jason, la Gomme et voix additionnelles
- 2009-2016 : Oui-oui au pays des jouets : Oui-Oui et un enfant quille
- 2010 : Captain Biceps : Détritus Man et Nounours Man
- 2010 : Ben 10: Alien Force : Cooper (2e voix)
- 2010 : Black Butler : Luka Macken
- 2010 : Gurren Lagann : Nakim (épisode 21)
- 2010-2011 : Les Légendes de Tatonka : Numpa
- 2010-2018 : Lulu Vroumette : la maîtresse
- 2011 : Dragon Ball Z Kai : Son Gohan enfant, Son Goku enfant, Son Goten et C-18
- 2011 : Fairy Tail : Roméo enfant, Grey Fullbuster enfant, Luxus enfant, Coco
- 2011-2017 : Wakfu : Ogrest
- 2012 : Brico Club : Ben
- 2012-2016 : Martine : Raphaël
- 2012-2013[24] : JoJo's Bizarre Adventure : Poco
- 2012-2014 : Garfield et Cie : Prince le lionceau (saison 4)
- 2012-2018 : Zou : Nanou
- 2013 : Allô, c'est Ninou : Ninou
- 2013 : Le Petit Prince (épisode La Planète de la comète géante) : Jojo
- 2014 : Petz Club : Oscar
- 2015 : Les Kassos : Nicolai, Elliot, Billy
- 2015-2017 : Harvey Beaks : voix additionnelles
- 2015-2022 : Overlord : Ninya
- 2016-2020 : Oui-Oui : Enquêtes au Pays des jouets : Oui-Oui
- depuis 2016 : Teen Titans Go! : Gizmo (2e voix, depuis la saison 4)
- 2017 : La Ligue des justiciers : Action : Timmy Anderson (épisode 30)
- 2017-2018 : Angelo la Débrouille : Victor Laforêt (saison 4)
- 2017-2019 : Dragon Ball Super : Son Goten, Gotenks, C-18, Haru,Aralé, Roi Zen'ô
- 2017-2020 : Top Wing : Toutes ailes dehors ! : voix additionnelles
- 2018-2021 : Peepoodo and the Super Fuck Friends : Peepoodo
- 2018-2024 : Captain Tsubasa : les jumeaux Masao et Kazuo Tachibana
- 2019 : Les Blagues de Toto : Sam
- 2020 : BNA: Brand New Animal : Nina Flip
- 2020-2022 : Mighty Express (en) : Max[25]
- depuis 2021 : Ranking of Kings : Bojji
- 2022 : Flippé : Théo enfant[26]
- 2022 : Thermae Romae Novae : Lucius enfant et divers personnages
- 2022 : Anna et ses amis : Christophe
- 2022 : Le Cuphead Show ! : Bowlboy
- 2022 : Urusei Yatsura : Ten
- 2023 : Frieren : Stark (jeune)
- 2024 : Les Kassos :  High Ribo

### Jeux vidéo
- 1994 : Marine Malice et le Mystère des graines d'algues : Marine Malice, Mme Sardine
- 1995 : Pouce-Pouce sauve le zoo : Badaboum l'éléphant
- 1996 : Charivari de Chat-Malô : Charivari
- 1996 : Le Trésor de l'île aux jeux : Sapientino
- 1996 : Marine Malice 2 : Le Mystère de l'école hantée : Marine Malice, Mme la sirène et voix diverses
- 1997 : Les 101 Dalmatiens (livre animé interactif) : plusieurs dalmatiens
- 1998 : Marine Malice 3 : Le Mystère du coquillage volé : Marine Malice, voix additionnelles
- 1998 : Alex à la ferme : Alex
- 1999 : Marine Malice 4 : Le Mystère du ranch aux cochons : Marine Malice et voix diverses
- 1999 : Hype: The Time Quest : voix diverses d'enfants
- 2000 : Galerians : Rainheart
- 2000 : Le Club des cinq joue et gagne : Claude et tante Cécile
- 2000 : Le Club des cinq et le Trésor de l'île : Claude et tante Cécile
- 2000 : Bonne nuit les petits : Nicolas
- 2000-2007 : Adiboud'chou : Adiboud'chou
- 2001 : Harry Potter à l'école des sorciers : Neville Londubat, Fred et George Weasley, certains élèves de Poudlard
- 2001 : Le Club des cinq en péril : Claude, Richard et tante Cécile
- 2001[n 4] : Le Club des cinq et le Mystère des catacombes : Claude et tante Cécile
- 2001 : Marine Malice 5 : Le Mystère du monstre du lagon : Marine Malice et voix diverses
- 2002 : Harry Potter et la Chambre des secrets : Neville Londubat, Colin Crivey, certains élèves de Poudlard
- 2005 : Charlie et la Chocolaterie : Charlie Bucket
- 2005 : Oui-Oui et l'horloge magique : Oui-Oui
- 2005 : Stuart Little 3 : L'Aventure photographique : Katie, Jenny, RC
- 2007 : The Witcher : Alvin (personnage) et une grande majorité des enfants (figurants)
- 2009 : Dragon Age: Origins : Connor
- 2010 : Mass Effect 2 : voix diverses
- 2010 : Heavy Rain : John Sheppard (enfant)
- 2010 : Fable III : Enfants
- 2011 : The Elder Scrolls V: Skyrim : voix diverses
- 2012 : Rhythm Thief et les Mystères de Paris : Charlie, Émilie, Jérôme
- 2013 : Ratchet and Clank: Nexus : Mini Zurkon et Madame Zurkon
- 2015 : Assassin's Creed Syndicate : Un enfant et un crieur de rue
- 2016 : Final Fantasy XV : Talcott
- 2017 : Shiness: The Lightning Kingdom : Poky
- 2018 : World of Warcraft: Battle for Azeroth : Bébé Tortollan Joma, Tortollan Moja, différents personnages non-joueurs vulperins
- 2020 : Legends of Runeterra : Œil du Dragon, Corsaire Œil de Faucon, Tortues Tordues, voix additionnelles
- 2021 : PowerZ : Mica, Damien, Gretchen, Aliénor, Des enfants apprentis mages et chevaliers de la brigade du goût
- 2021 : Ratchet and Clank: Rift Apart : Zurkon Junior et Madame Zurkon
- 2022 : Lost Ark : plusieurs enfants
- 2022 : Cookie Run: Kingdom : Cookie Pancake et Cookie Sucre glace
- 2022 : StarFlint The Blackhole Prophecy : Voix additionnelles
- 2023 : Wild Hearts
- 2023 : Final Fantasy XVI : Jocelyn et voix additionnelles
- 2023 : Waven : Ogrest, Pin et voix additionnelles
- 2024 : Final Fantasy XIV: Dawntrail : Gulool Ja, Namikka et Zanuhali
- 2025 : Maliki : Poison of the Past : Fénimale

### Web-séries
- 2013 : Noob (saison 5 épisode 1[8])
- 2017-2024: La Petite Mort : Petite Mort, Bébé Mort et Patrick
- 2019 : Peepoodo and the Super Fuck Friends  : Peepoodo

### Web-vidéo
- 2017 : On s'est fait doubler ! : la fliquette gentille (Aurore Sellier)[11]
- 2021 : Le Métalleux Geek - Le Croisement des Mondes : Sangoku
- 2022 : Tumeur de Glandane dans l'émission BadNews épisode 208 de Davy Mourier[27]

### Direction artistique

#### Films d'animation
- 1986 : Théo ou la Batte de la victoire : Film 1 - Un Champion sans numéro[28] (doublage tardif des films, réalisé en 2005 pour une sortie en DVD)
- 1986 : Théo ou la Batte de la victoire : Film 2 - Le Cadeau d'Adieu[29]
- 1986 : Théo ou la Batte de la victoire : Film 3 - Après ton passage[30]
- 1988 : Le Tombeau des lucioles
- 2003 : Alice de l'autre côté du miroir[31]
- 2013 : Ma maman est en Amérique, elle a rencontré Buffalo Bill[32]

#### Téléfilms d'animation
- 1998 : Théo ou la Batte de la Victoire : Miss Lonely Yesterday[33] (doublage des téléfilms réalisé en 2005 pour une sortie en DVD)
- 2001 : Théo ou la Batte de la victoire : Cross Road[34]
- 2014 : Plouf Olly Plouf et le trésor des pirates[35]
- 2016 : Plouf Olly Plouf et le sauvetage de Poulpe[36]

#### Séries d'animation
- 1967[n 5] : Aquaman[37]
- 1978[n 6] : Conan, le fils du futur[38]
- 1985 : Vas-y Julie ![39]
- 1985 : Théo ou la Batte de la victoire[40] (52 épisodes)
- 1986 : Cynthia ou le Rythme de la vie[41]
- 1992-1999 : Oui-Oui du pays des jouets[42]
- 1993 : Les Pastagums[43]
- 1998 : Mimi la souris[44]
- 1998-2000 : Archibald le koala[45]
- 1999 : Les Aventures d'une mouche[46]
- 2001 : Cédric[47] (saisons 1 et 2)
- 2001-2006 : Oui-Oui[48]
- 2002 : Le Nidouille[49]
- 2002-2009 : Martin Matin[50] (104 épisodes)
- 2006 : Shaolin Wuzang[51]
- 2006-2007 : Panshel[52]
- 2009-2016 : Oui-Oui au pays des jouets
- 2010 : Lulu Vroumette[53] (26 épisodes)
- 2010 : Tempo Express[54]
- 2015 : H2O : L'île aux sirènes[55]
- 2016 : César et Capucine[56]
- 2017 : La Famille Blaireau-Renard[57]
- 2018 : Petit Ours Brun[58]
- 2018-2019 : Les Minijusticiers[59] (saison 3)
- 2020 : Roger et ses humains
- 2020 : Les Blagues de Toto
- 2020 : Moi, Elvis (avec Babette Vimenet)
- 2021 : Bionic Max
- 2022 : Anna et ses amis
- 2023 : Frieren[60]
- 2023 : Le Refuge d'Audrey (avec Nathalie Bienaimé)
- 2024 : Dee et compagnie au pays d'Oz (en)[61]
- 2024 : Blue Box
- 2024-2025 : Ishura (avec Louis Lecordier)

#### Web-séries
- 2013 : SaturdayMan[62]
- depuis 2014 : Allô, c’est Ninou[63]
- 2016 : Challenger
- 2020 : Roger et ses humains, websérie de Cyprien Iov

## Voix-off
- 1990 : Pub Glaces Max : enfants
- 1997-2005 : Publicités Nestlé (Yaourts Yoco) : Yoco
- 2002-2004 : T O 3 : habillage
- Années 2000 : NRJ, France Inter, CNP[Lequel ?], The Walt Disney Company, RTL, Pom'Potes, Europe 1, PTT, Kinder, Mamie Nova, Bahlsen (Monster Munch) : publicités
- 2020 : Pub Animation Digital Network
- 2021-2022 : Bestioles, un podcast France Inter [64]
- 2023 : Campagne "Les Produits Laitiers" [65]
- 2025 : Escape game La Chambre de Swan, de l'enseigne Le Casse-Tête Delaunay à Lyon : rôle de Swan.

### Fictions audio
- 1994 : Sacha le chat : Timothée
- 2003 : Mille et une souris vertes : Pilou
- 2005 : Les Roul'malins : Tom Klaxon
- 2017-2018 : L'Épopée temporelle : Lucien le petit-fils du maréchal Pétain, l'étrange lapin bleu du futur
- 2017 : Michel Navratil, l'orphelin du Titanic (Autant en emporte l'histoire, France Inter) : Michel « Lolo » Navratil enfant
- 2025 : Le Petit Nicolas - Volume 1 : Nicolas[66]

### Bandes dessinées audio
- 2019 : Witch Memory 1 - La mémoire fantôme : Érasme Adibus Wiki
- 2021 : Witch Memory 2 - L'attaque du Super Saillant : Érasme Adibus Wiki, Giselle Hell
- 2021 : Witch Memory 3 - La forteresse des ombres : Érasme Adibus Wiki

### Spectacle
- 2015 : Bonne nuit les petits : Gros Nounours et le sac aux trésors : Nicolas

## Accueil
Nombre d'articles de presse font l'éloge de la voix de Brigitte Lecordier, qualifiée d'« unique », « inimitable » ou même de « voix compte double ». Brigitte est aussi considérée comme « volubile, généreuse » et « intarissable sur son métier » par Le Figaro.

### Récompenses
- Lauréate des Crunchyroll Anime Awards 2023, catégorie « meilleur comédien VF », pour son rôle de Bojji dans la version française de Ranking of Kings[69].